# Wilczkowice (Jordanów Śląski)
Wilczkowice (deutsch Wilschkowitz, veraltet Wiltschkowitz bzw. Wischwitz, 1937–1945 Wolfskirch, schlesisch Wilschwitz) ist ein Dorf in der Landgemeinde Jordanów Śląski (Jordansmühl), im Powiat Wrocławski der Woiwodschaft Niederschlesien in Polen.

## Lage
Wilczkowice liegt etwa vier Kilometer nördlich von Jordanów Śląski (Jordansmühl) und 30 Kilometer südwestlich von Breslau.

## Geschichte
„Wilkowicz“ 1206 wurde erstmals in einer Urkunde aus dem Jahre 1206 erwähnt. Der Ortsname deutet auf eine slawische Gründung. Später setzte sich die germanisierte Variante Wilschkowitz durch. Wie die 1285 urkundlich erwähnte Scholtisei bezeugt, war Wilschkowitz bereits vor dieser Zeit nach Deutschem Recht ausgesetzt. 1296 schenkte es Herzog Heinrich V. dem Breslauer Klarissenkloster, damit verbunden auch das Patronatsrecht. Bis zur Säkularisation 1810 übte das Stift die Grundherrschaft über das Dorf aus. Es gehörte zum Herzogtum Schlesien und gelangte nach dessen Teilung 1248/51 an das Herzogtum Breslau, und 1311 wurde es dem Herzogtum Brieg eingegliedert. Nach dem Tod des Herzogs Georg Wilhelm, mit dem das Geschlecht der Schlesischen Piasten erlosch, fiel „Wischwitz“ zusammen mit dem Herzogtum Brieg 1675 durch Heimfall an Böhmen.
Nach dem Ersten Schlesischen Krieg fiel Wilschkowitz zusammen mit dem größten Teil Schlesiens an Preußen. Die alten Verwaltungsstrukturen wurden aufgelöst und Wilschkowitz dem Kreis Nimptsch eingegliedert. 1783 zählte das Dorf eine Schule, 18 Bauern, eine Windmühle, 23 Gärtner und Häusler sowie 291 Einwohner. Der Kreis Nimptsch unterstand der Kriegs- und Domänenkammer Breslau, bis er im Zuge der Stein-Hardenbergischen Reformen 1815 dem Regierungsbezirk Reichenbach der Provinz Schlesien zugeordnet wurde. Nach Auflösung des Kreises Nimptsch 1932 wurde Wilschkowitz dem Landkreis Breslau zugeteilt. 1937 erfolgte die Umbenennung in „Wolfskirch“.
Als Folge des Zweiten Weltkriegs fiel Wolfskirch 1945 mit dem größten Teil Schlesiens 1945 an Polen. Nachfolgend wurde es in Wilczkowice umbenannt. Die deutsche Bevölkerung wurde – soweit sie nicht vorher geflohen war – vertrieben.  Die neu angesiedelten Bewohner waren teilweise Zwangsumgesiedelte aus Ostpolen, das an die Sowjetunion gefallen war.

## Sehenswürdigkeiten

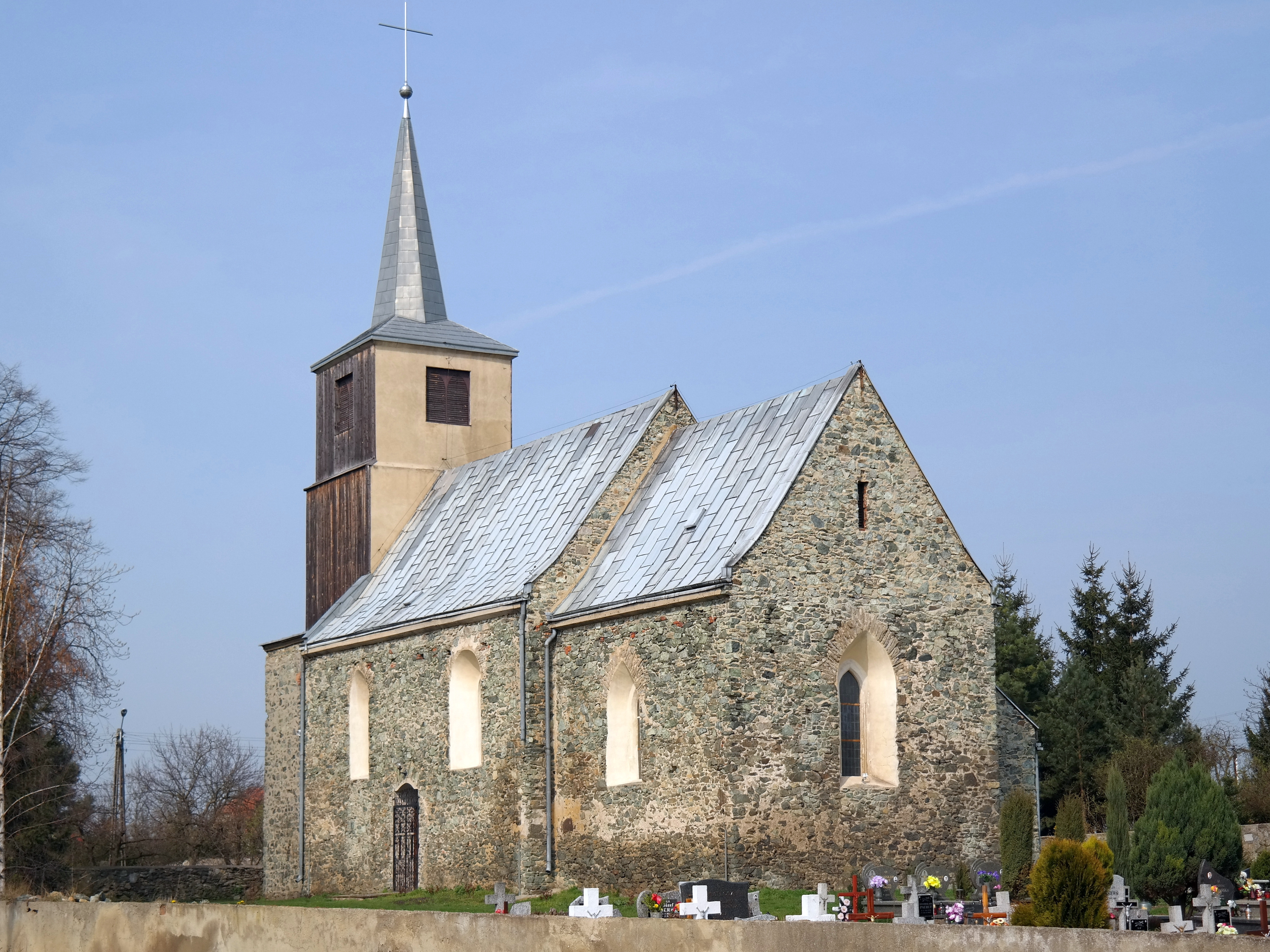
Kirche in Wilczkowice

- Die römisch-katholische Filialkirche St. Kasimir (polnisch kościół filialny pw. św. Kazimierza) wurde 1285 erstmals urkundlich erwähnt und im 15. Jahrhundert erneuert. Während der Reformation diente das Gotteshaus als evangelische Tochterkirche von Naselwitz. Der eingezogene Chor ist kreuzgewölbt, die Schildbogen flach, die Diagonalen steile Spitzbogen, Strebepfeiler sind nicht vorhanden. Am Ostfenster hat sich ein Rundstabprofil erhalten. Das spitzbogige Turmportal ist von zwei Rundstäben durchzogen. Ende des 19. Jahrhunderts beinhaltete der Innenraum einen Altarschrein aus dem 16. Jahrhundert, mit den Schnitzfiguren der Apostel Petrus und Paulus sowie der Jungfrau Maria, eingefügt in einen Altaraufbau aus der zweiten Hälfte des 17. Jahrhunderts.[3]